# Caridina dennerli
Caridina dennerli, hay còn gọi là tép Sulawesi chân trắng, tép Sulawesi white shock (Danh pháp khoa học: Caridina dennerli) là một là một loài tôm nhỏ từ Indonesia mà phát triển lên đến 2,5 cm (1,0 in). Nó lấy tên từ các công ty của Đức Dennerle tài trợ cho cuộc thám hiểm đã dẫn đến việc phát hiện ra loài này. Nó được gọi phổ biến là "tôm Đức Hồng Y" trong thị trường cá cảnh.

## Phân bố và sinh thái
C. dennerli là loài đặc hữu của hồ Matano và được tìm thấy trên đá và vách đá, từ nước cạn xuống đến 10 mét (33 ft). Hồ Matano là cực kỳ nghèo dinh dưỡng, có nghĩa là nó là vô cùng nghèo dinh dưỡng và chứa rất ít chất hữu cơ. Nhiệt độ trong hồ Matano thay đổi trong khoảng 27-31 °C (81-88 °F). Một pH là 7,4 và độ dẫn của 224 μS /cm). C. dennerli được cho là ăn mảnh vụn trong tự nhiên.

## Mô tả
Con cái thì lớn hơn con đực, và màu sắc mai đậm hơn. Những quả trứng của C. dennerli là tương đối lớn cho kích thước của chúng và được ấm dưới bụng của con cái.